# Ford Model AA
Ford Model AA — среднетоннажный грузовой автомобиль компании Ford. Когда Ford ТТ и Ford Т стали нуждаться в замене, Генри Форд в 1926 году начал создание новых моделей А и AA. После разработки конструкции и общего стиля изготовление кузовов (кабин) было передано различным сторонним производителям, в том числе Бриггс и Мюррей. По своей конструкции грузовик имел много общих частей с моделью А — в частности, элементы кабины, двигатель и интерьер (модель АА обычно получала интерьеры попроще, как у недорогих версий модели А). Модели Ford AA модернизировались одновременно с Ford A, но часто с задержкой от трёх до девяти месяцев.

## Технические характеристики
Ford Model АА использовал рядный четырёхцилиндровый двигатель Ford, идентичный модели Ford A, рабочим объёмом 201 кубический дюйм (3,3 л). Двигатель выдавал мощность 40 л. с. при 2200 об/мин и имел все признаки самой современной конструкции 1920-х годов: карбюратор с падающим потоком, шестивольтовый автомобильный генератор, 2-лопастной вентилятор в системе охлаждения, механический водяной насос, механический масляный насос, электрический стартёр и четырёхрядный радиатор охлаждения двигателя. Двигатель также мог пускаться рукояткой, которая вставляется через отверстие в радиаторе.
Ford Model АА имеет четырёхскоростную механическую коробку передач. Передаточные числа были увеличены для перемещения загруженного грузовика, что сократило максимальную скорость машины по сравнению с моделью Ford А. Задняя передача включалась только при нажатии фиксатора большим пальцем, это было сделано для предотвращения случайного включения при движении вперёд. Ранние грузовики оснащались червячной главной передачей, которая ограничивала максимальную скорость машины, позднее она была заменена на коническую косозубую.
Передняя подвеска грузовика был похожа на подвеску модели Форд А. Листы рессор были закреплены над передней осью. Амортизаторы ставились только спереди.
Механизмы управления были полностью механическими, за исключением стеклоочистителя в более поздних моделях. Тормоза барабанные, с механическим приводом, на всех колёсах. Усилие с педали тягой передавалось на вал, от которого тягами управлялись рабочие тормозные механизмы. Стояночный тормоз рычагом на полу действовал на тот же общий вал рабочих тормозов. Стеклоочистители на ранних версиях были с ручным приводом, на более поздних моделях — с вакуумный приводом. Два рычага, крепящиеся на рулевой колонке, настраивали двигатель: левый рычаг контроля опережения угла зажигания, правый рычаг ручного управления дроссельной заслонкой (оборотов холостого хода) двигателя. В верхней части щитка приборов находилось окошко уровня топлива в бензобаке, справа от него — амперметр, ниже — спидометр.
В ходе производства модели АА колеса грузовика изменялись. До 1930 года они были спицованными, а в 1930 году были внедрены штампованные диски колес. С 1931 года стал использоваться адаптер для установки сдвоенных задних колес.

## Варианты
Ford Model АА была доступна с множеством опций и в самых разнообразных модификациях. Два варианта колесной базы были доступны: короткая колесная база 131 дюйм (3327 мм) и длинная 157,5 дюймов (4000 мм). Специальные модели включают: автомобили-катафалки, машины скорой помощи, пикапы, самосвалы, шасси.

## Производство по лицензии
По лицензии на производство моделей А и АА завод ГАЗ (СССР) в 1930-х и 1940-х годах выпускал модели ГАЗ-А и ГАЗ-АА.
В октябре 1931 года Ford Model АА стала первой моделью нового собственного завода Форда в Англии.

## Ford-Timken
Ford-Timken (Форд-АА шестиколёсный, Форд-ААА) — грузовой автомобиль повышенной проходимости.
Представлял собой Форд-АА c установленными на него задними осями фирмы Тимкен. Разработка не получила признания на родине — в США, но в 1931 году 1000 комплектов были поставлены в Советский Союз и собраны на Первом автосборочном заводе в Нижнем Новгороде.
Послужил прародителем автомобиля ГАЗ-ААА и базой для целого семейства советских бронеавтомобилей.